# Corpo franco
Il corpo franco è un corpo militare composto in massima parte da militari in congedo che riprendono volontariamente le armi arruolandosi in unità paramilitari. Spesso operano a fianco dell'esercito ufficiale.

## Italia
Un largo e proficuo utilizzo dei corpi franchi si ebbe in Italia fin dal 1797 con i corpi franchi della fanteria cisalpina e soprattutto, durante il Risorgimento, in tutte le guerre d'indipendenza: i Cacciatori della Stura, i Cacciatori delle Alpi, i Cacciatori degli Appennini, il Corpo Volontari Italiani, il Corpi Volontari Lombardi, la Legione ungherese, i Mille.
Nell'esercito sabaudo erano invece chiamate Cacciatori Franchi, le compagnie di disciplina.

## Germania
In Germania queste milizie volontarie, i Freikorps, erano già attive nel XVIII secolo. Ebbero un notevole impulso nel periodo successivo alla fine della prima guerra mondiale, quando dopo la sconfitta l'esercito tedesco era stato ridotto drasticamente di numero con le condizioni di pace.